# Hambleton (Rutland)

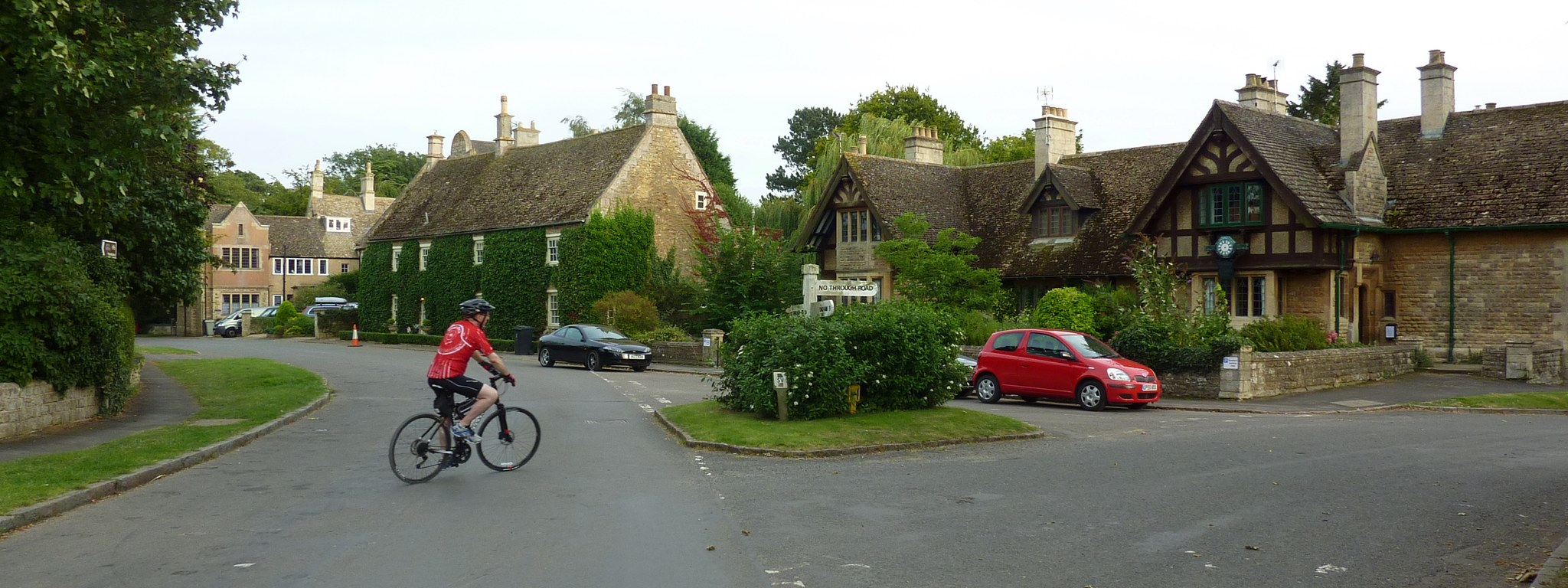
Hoofdstraat van Upper Hambleton

Hambleton is een civil parish in het bestuurlijke gebied Rutland, in het Engelse graafschap Rutland met 203 inwoners.